# مادو پاندیت داسا
مادو پاندیت داسا (انگلیسی: Madhu Pandit Dasa؛ زادهٔ ۱ ژانویهٔ ۱۹۵۶) مهندس عمران اهل هند است. او رئیس بنیاد آکشایا پاترا و دبیرکل ورینداوان چاندرودایا ماندیر. دولت هند اخیراً جایزه پادما شری را به خاطر خدماتی که بنیاد آکشایا پاترا برای کودکان انجام داده به وی اهدا کرد.

## زندگی‌نامه
مادو پاندیت داسا (که قبلاً به نام مادهوسودهان اس شناخته می‌شد) در سال ۱۹۵۶ در ناگرکویل، هند متولد شد. او در سال ۱۹۸۰ تحصیلات خود را در رشته مهندسی عمران از مؤسسه تکنولوژی بمبئی به اتمام رساند. در سال ۱۹۸۴ با باکتی‌لاتا دوی داسی ازدواج کرد. پس از پیوستن به انجمن بین‌المللی آگاهی کریشنا در بنگلور در سال ۱۹۸۱، تا سال ۱۹۸۴ در جنبش خدمت کرد.

## بنیاد آکشایا پاترا
در ژوئیه ۲۰۰۰ مادو پاندیت در یک ابتکار جدید بنیادی را برای کودکان به نام آکشایا پاترا تأسیس کرد. هدف این بنیاد ارائه غذاهای نیم‌روزی در مدارس دولتی روستایی در بنگلوربود تا به کودکان خدمت کند. این بنیاد برای تأمین وعده‌های غذایی به میزان زیاد، با طراحی مادو پاندیت یک آشپزخانه متمرکز درست کرد. او همچنین با الگوبرداری از نظام حکومتی این بنیاد را اداره می‌کرد و در این بنیاد شفافیت و پاسخگویی ارزش‌های پایه‌ای آن بود. به دنبال نهادینه کردن این ارزش‌ها، آکشایا پاترا به یکی از معدود سازمان‌های غیردولتی قابل اعتماد در این کشور تبدیل شد. اهدای مدال افتخار به آکشایا پاترا از طرف دولت و دریافت پنج جایزه طلا به‌طور پیوسته، بنیاد را در تالار مشاهیر خود قرار داده است. آکشایا پاترا ۱۷ سال است فعالیت دارد و در طول این مدت از زمان شروع توزیع غذا در نیمه روز از ۱۵۰۰ کودک به تأمین غذای ۱٫۶ میلیون کودک افزایش یافته است.

## الهام بخش
تعالیم ای. سی. باکتیودانتا سوامی پرابوپادا، بنیان‌گذار جنبش ایسکون ISKCON و الهام گرفتن از برنامه آکشایا پاترا، و نقش مادو پاندیت داسا به عنوان یک مبلغ در الهام بخشی این بنیاد مؤثر بوده است. زندگی سوامی پرابوپادا الهام بخش مادو پاندیت برای پیوستن به جنبش کریشنا در جامعه بین‌المللی و ایسکون (ISKCON) بوده است.

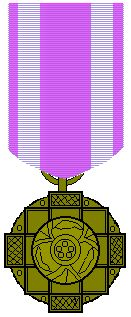
جایزه پادما شری

## افتخارات
- جایزه پادما شری در شصت و هفتمین روز جمهوری توسط دولت هند به مادو پاندیت اهدا شد.

(این جایزه به خاطر خدمات برجسته ارائه شده توسط بنیاد آکشایا پاترا برای کودکان هند بوده است)
- جایزه برجسته ۲۰۱۰ توسط مؤسسه فناوری بمبئی هند.
- جایزه صلح بین‌المللی گاندی در سال ۲۰۱۹ برای کمک مادو پاندیت به جامعه از طریق توزیع غذاهای نیمه روزه به مدارس کودکان فقیر، که توزیع قابل توجه ۳ میلیارد وعده غذا بوده است.